# Markopoulo (Elida)
Markopoulo  este un oraș în Grecia în prefectura Elida.